# Maxime Beaumont
Maxime Beaumont (Boulogne-sur-Mer, 23 de abril de 1982) es un deportista francés que compite en piragüismo en la modalidad de aguas tranquilas.
Participó en tres Juegos Olímpicos de Verano, en los años 2012 y 2020, obteniendo una medalla de plata en Río de Janeiro 2016, en la prueba de K1 200 m. En los Juegos Europeos de Minsk 2019 obtuvo una medalla de oro en la prueba de K1 200 m.
Ganó cinco medallas en el Campeonato Mundial de Piragüismo entre los años 2013 y 2015, y cuatro medallas en el Campeonato Europeo de Piragüismo, entre los años 2012 y 2022.

## Palmarés internacional
| Juegos Olímpicos   | Juegos Olímpicos            | Juegos Olímpicos  | Juegos Olímpicos |
| Año                | Lugar                       | Medalla           | Competición      |
| ------------------ | --------------------------- | ----------------- | ---------------- |
| 2016               | Río de Janeiro (Brasil)     | Medalla de plata  | K1 200 m         |
| Campeonato Mundial |                             |                   |                  |
| Año                | Lugar                       | Medalla           | Competición      |
| 2013               | Duisburgo (Alemania)        | Medalla de bronce | K2 500 m         |
| 2014               | Moscú (Rusia)               | Medalla de plata  | K1 4 × 200 m     |
| 2014               | Moscú (Rusia)               | Medalla de bronce | K2 200 m         |
| 2015               | Milán (Italia)              | Medalla de plata  | K1 200 m         |
| 2015               | Milán (Italia)              | Medalla de bronce | K2 200 m         |
| Juegos Europeos    |                             |                   |                  |
| Año                | Lugar                       | Medalla           | Competición      |
| 2019               | Minsk (Bielorrusia)         | Medalla de oro    | K1 200 m         |
| Campeonato Europeo |                             |                   |                  |
| Año                | Lugar                       | Medalla           | Competición      |
| 2012               | Zagreb (Croacia)            | Medalla de plata  | K1 200 m         |
| 2013               | Montemor-o-Velho (Portugal) | Medalla de bronce | K2 200 m         |
| 2014               | Brandeburgo (Alemania)      | Medalla de plata  | K2 500 m         |
| 2022               | Múnich (Alemania)           | Medalla de bronce | K4 500 m         |